# Еланский (Иркутская область)
Ела́нский — посёлок в Куйтунском районе Иркутской области России. Входит в Лермонтовское муниципальное образование.

## География
Находится в 8 км к северу от центра сельского поселения, посёлка Лермонтовский, и в 14 км к западу от районного центра, пгт Куйтун.

## Население
| 2002 | 2010 | 2011 | 2012 |
| ---- | ---- | ---- | ---- |
| 317  | ↘219 | ↘218 | ↘217 |

По данным Всероссийской переписи, в 2010 году в посёлке проживало 219 человек (97 мужчин и 122 женщины).